# بیک اسپرینگز (آریزونا)
بیک اسپرینگز (به انگلیسی: Big Springs) یک منطقهٔ مسکونی در ایالات متحده آمریکا است که در آریزونا واقع شده‌است. بیک اسپرینگز ۲٬۱۱۸٫۰۸ متر بالاتر از سطح دریا واقع شده‌است.